# Lampborste
Lampborste (Callistemon citrinus) är en art i familjen myrtenväxter från sydöstra Australien. Arten odlas som krukväxt i Sverige och förekommer ibland som snittblomma.

## Synonymer

### Svenska
- Flaskborste

### Vetenskapliga
- Callistemon citrinus var. splendens Stapf
- Callistemon lanceolatus (Sm.) DC. nom. illeg.
- Callistemon lanceolatus f. semperflorens (Lodd.) Siebert & Voss
- Callistemon lanceolatus var. lophanthus (Vent.) Heynh.
- Callistemon lanceolatus var. pendulus Regel
- Callistemon lanceolatus var. semperflorens (Lodd.) Heynh.
- Callistemon lanceolatus var. sparsus Regel nom. illeg.
- Callistemon lophanthus (Vent.) Sweet
- Callistemon semperflorens Lodd., G.Lodd. & W.Lodd.
- Metrosideros citrina Curtis
- Metrosideros lophantha Vent.